# رلمکه
رلمکه (به آلمانی: Rellmecke) یک منطقهٔ مسکونی در آلمان است که در اشمالنبرگ واقع شده‌است. رلمکه ۹ نفر جمعیت دارد.